# Зґвалтування чоловіків
Серед жертв зґвалтувань чи інших випадків сексуального насильства є чоловіки. За оцінками, приблизно кожен шостий чоловік у дитинстві зазнав сексуального насильства. Історично зґвалтування вважалося та визначалося як злочин, скоєний виключно проти жінок. Це переконання все ще дотримується в деяких частинах світу, але зґвалтування чоловіків зараз, зазвичай, криміналізовано та обговорюється більше, ніж у минулому.
Проте, зґвалтування чоловіків все ще є табу і має негативний відтінок серед гетеросексуальних і гомосексуальних чоловіків. Суспільство та постачальники послуг часто по-різному реагують на жертв чоловіків залежно від їхньої сексуальної орієнтації та статі кривдників. Чоловікам-жертвам може бути важко повідомити про сексуальне насильство, яке вони зазнали, особливо в суспільстві з токсичними маскулінними звичаями. Вони можуть боятися, що люди сумніватимуться в їхній сексуальній орієнтації та позначать їх гомосексуалами, особливо якщо їх зґвалтує чоловік, або що їх можуть вважати «нечоловічими» через те, що вони були жертвами, і тому багато статистичних даних недооцінюють кількість чоловіків, які були зґвалтовані через їхнє небажання повідомляти про сексуальне насильство та зґвалтування. У більшості випадків чоловіки-жертви намагаються приховати та заперечувати свою віктимізацію, як і жінки-жертви, якщо вони не мають серйозних тілесних ушкоджень. Зрештою, чоловіки-жертви можуть дуже розпливчасто пояснювати свої травми, коли вони звертаються за медичною допомогою чи психологічними послугами.

## Дослідження та статистика

### Загальні

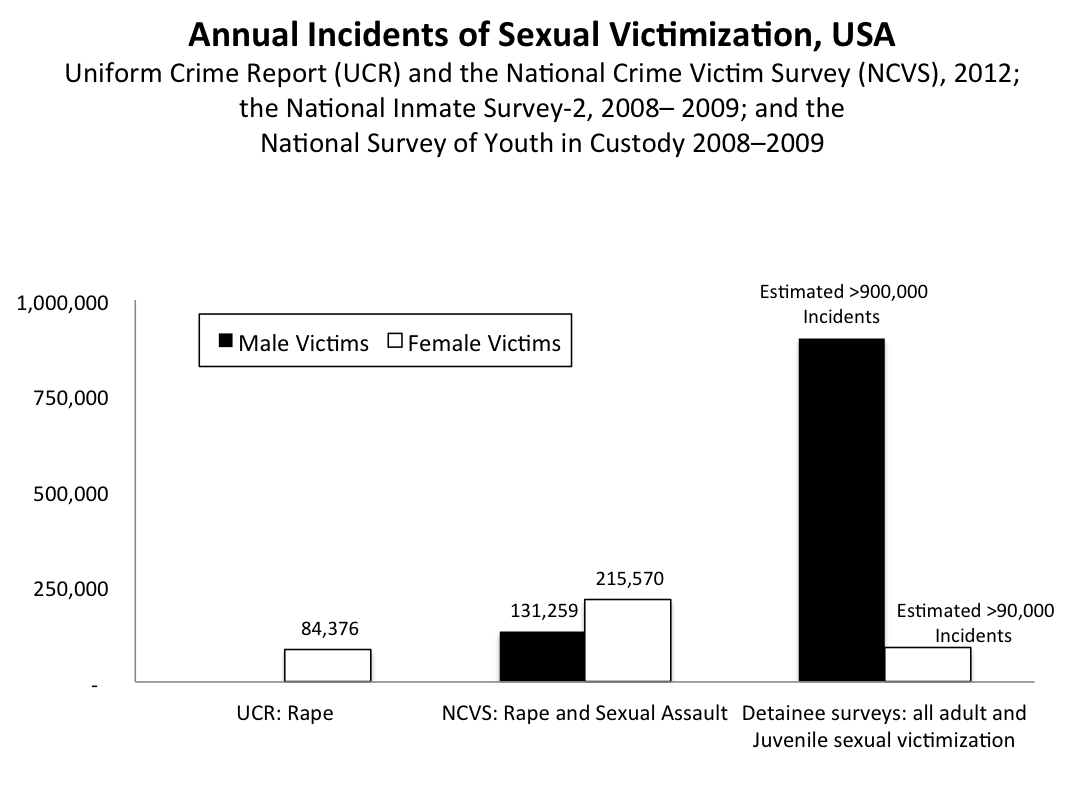
Переглядаючи різні державні джерела опитувань, за певний рік ув'язнені дорослі та молоді чоловіки, за оцінками, страждають у кілька разів частіше від випадків сексуальної віктимізації, ніж ув'язнені жінки. Ув'язнені чоловічої та жіночої статі не включені до більшості національних опитувань сексуальної віктимізації.

Дослідження про зґвалтування чоловіків почали з'являтися лише в 1980 році, зосереджуючись переважно на дітях чоловічої статі. Дослідження сексуального насильства у виправних закладах, які зосереджувалися саме на наслідках такого роду зґвалтувань, були доступні на початку 1980-х років, але в попередні роки нічого не було доступно. Більшість літератури про зґвалтування та сексуальне насильство зосереджено на жертвах-жінках.
Лише нещодавно почали розглядати деякі інші форми сексуального насильства проти чоловіків. У Національному дослідженні інтимного партнера та сексуального насильства за 2010—2012 рр. (і попередньому виданні цього дослідження, завершеному у 2010) Центри контролю за захворюваннями (CDC) виміряли категорію сексуального насильства під назвою «примус до проникнення», яка охоплює випадки в які жертви були змушені або намагалися здійснити статеве проникнення з кимось (будь-якої статі) за допомогою фізичної сили чи примусу, або коли жертва була в стані алкогольного сп'яніння або іншим чином не могла дати згоду. У даних за 2012 рік CDC виявив, що 1,715 мільйона (з 1,267 мільйона у 2010 році) повідомили, що їх «змусили проникнути» в іншу людину протягом попередніх 12 місяців, у порівнянні з 1.473 мільйонами (2010: 1,270 мільйонів) жінок, які повідомили про зґвалтування в той самий період часу. Визначення зґвалтування та «примушення до проникнення» в дослідженні CDC були сформульовані надзвичайно подібними словами.

### Зґвалтування чоловік-проти-чоловіка
Зґвалтування чоловіком проти чоловіка сильно стигматизується. За словами психолога Сари Кроум, повідомляється про менше ніж 1 з 10 зґвалтувань чоловіка проти чоловіка. Жертви зґвалтування чоловіки як група повідомили про відсутність послуг і підтримки, а правові системи часто погано підготовлені для боротьби з цим видом злочину. У Сполученому Королівстві епідеміологічні дослідження показали, що рівень зґвалтувань чоловіків є вищим серед гомосексуалів та студентів.
Декілька досліджень стверджують, що зґвалтування ув'язнених «чоловік проти чоловіка», а також зґвалтування ув'язненими «жінка проти жінки» є поширеними видами зґвалтувань, про які не повідомляється навіть частіше, ніж про зґвалтування серед населення в цілому. Зґвалтування «чоловіків проти чоловіка» було задокументовано як зброя терору під час війни (див. також Зґвалтування під час війни). У випадку громадянської війни в Сирії (2011–т. ч.) ув'язнені чоловіки зазнавали сексуального насильства, наприклад, коли їх змушували сидіти на розбитій скляній пляшці, їхні статеві органи прив'язували до важкого мішка з водою, або примушували спостерігати за зґвалтуванням іншого затриманого посадовими особами.

### Зґвалтування жінка-проти-чоловіка
Зґвалтування «жінка проти чоловіка» мало досліджено порівняно з іншими формами сексуального насильства. Статистика щодо поширеності сексуального насильства між жінками та чоловіками різна. Одне дослідження (Hannon та ін.) виявило, що 23,4 % жінок і 10,5 % чоловіків повідомили, що вони були зґвалтовані, тоді як 6,6 % жінок і 10,5 % чоловіків повідомили, що вони були жертвами спроби зґвалтування. Дослідження 2010—2012 років, проведене Центрами з контролю та профілактики захворювань (CDC), показало, що кожен 17-тий чоловік (5,9 %) повідомив, що колись у своєму житті його змушували проникнути в жінку (порівняно з 4,8 % у 2010 році). Опитування також виявили, що жертви-чоловіки часто повідомляли лише про жінок-зловмисниць у випадках примушування до проникнення (2012: 78,5 %, 2010: 79,2 %), сексуального примусу (2012: 81,6 %, 2010: 83,6 %) та небажаного сексуального контакту (2012: 53,0 %, 2010: 53,1 %). Серед чоловіків-жертв, які зазнали зґвалтування шляхом проникнення, 86,5 % повідомили лише про чоловіків (зменшення порівняно з 93,3 % у попередньому дослідженні, опублікованому у 2010 році). Дослідження, проведене у 2008 році за участю 98 чоловіків, опитаних у рамках Національного опитування щодо жертв злочинності США, показало, що майже половина чоловіків (46 %), які повідомили про ті чи інші форми сексуальної віктимізації, були жертвами жінок.
Щодо сексуальної поведінки між жінками та чоловіками, Міністерство юстиції США повідомляє у своїй вступній заяві (с. 5): «Приблизно 4,4 % ув'язнених у jail і 3,1 % ув'язнених у prisonрізниця: повідомили, що зазнали одного або кількох випадків сексуальної віктимізації з боку іншої особи-ув'язненого або персоналу закладу за останні 12 місяців або з моменту надходження до закладу, якщо минуло менше ніж 12 місяців». Щодо сексуальної поведінки між жінками та чоловіками (с. 25) там зазначено: «Серед 39 121 ув'язненого чоловіків, які стали жертвами сексуальних домагань персоналу, 69 % повідомили про сексуальні контакти з жінками; ще 16 % повідомили про сексуальні контакти як з жінками, так і з чоловіками-працівниками в'язниці (табл. 18).» і «Майже дві третини в'язнів-чоловіків, які стали жертвами, сказали, що злочинцем була жінка (64 %)».

Чоловіки, які стали жертвами сексуального насильства з боку жінок часто стикаються з соціальними, політичними та правовими подвійними стандартами. Справа про сексуальне насильство Сьєри Росс проти чоловіка в Чикаго потрапила на шпальти національних ЗМІ, і Росс був засуджений за сексуальне насильство при обтяжувальних обставинах та збройне пограбування із заставою в 75 000 доларів США. Схожий випадок трапився з Джеймсом Лендрітом, який був змушений пенетрувати знайому жінку в готельному номері, коли він був напідпитку, а ґвалтівниця послалася на те, що вона була вагітною, порадивши йому не чинити опір, оскільки це може зашкодити дитині.
|                  | Я хочу, щоб люди розуміли, що справа не в тому, наскільки ти фізично сильний ... Ми [чоловіки] змушені вірити, що ми не можемо стати жертвами таким чином |
| — Джеймс Лендріт | |

Кілька широко оприлюднених випадків розбещення «жінка проти чоловіка» у Сполучених Штатах стосувалися шкільних вчителів, які займалися незаконним сексом зі своїми неповнолітніми учнями (див. Мері Кей Летурно та Дебра Лафав). Були також випадки, коли суддя зобов'язав неповнолітнього чоловіка, який став жертвою розбещення, сплачувати аліменти після того, як жінка-ґвалтівниця завагітніла (див. Судова справа Гермесман проти Сеєр).

## Міфи про чоловіків-жертв зґвалтувань

### Чоловіки не вразливі
Відповідно до маскулінної гендерної ролі вважається, що чоловіки, навіть молоді, не можуть бути жертвами зґвалтування, і що вони навіть не є вразливими. У деяких суспільствах вважається ганебним і «нечоловічим», якщо дитина чоловічої статі плаче, оскільки чоловічий стереотип зображує, що вони здатні захистити себе, що не завжди відповідає дійсності. Молоді хлопці можуть бути слабшими та вразливими до зловмисників, які зазвичай сильніші. Кривдники можуть використати все, що в них є, щоб знущатися з дитини, включаючи гроші чи інші хабарі. Дорослий чоловік також може бути безпорадним дати відсіч або боятися цього.

### Чоловіки завжди хочуть сексу
Загальноприйняте суспільне переконання полягає в тому, що чоловік неодмінно перебуває в стані збудження, якщо у нього виникає ерекція або стається оргазм, отже, це означає, що він бажає та отримує задоволення від будь-якої сексуальної активності. Рой Дж. Левін і Віллі Ван Берло в статті у Journal of Clinical Forensic Medicineпишуть про те, що легка генітальна стимуляція або стрес можуть викликати ерекцію, «навіть якщо немає специфічної сексуальної стимуляції». Ерекція не означає згоду чоловіка на секс. Чоловіки можуть отримати ерекцію навіть у травматичних або болісних сексуальних ситуаціях, і це не означає згоди.
Подібно до жіночої еректильної реакції, чоловіча еректильна реакція є мимовільною, це означає, що чоловікові не потрібно бути збудженим, щоб його пеніс став ерегованим; механічна стимуляція — це все, що потрібно. Збудження і стимуляція — це різні речі. Стимуляція — це фізична реакція на подразник. Чоловіків можна фізично стимулювати, не відчуваючи при цьому збудження і не викликаючи ерекції. Чоловіків можна налякати та/або залякати, щоб викликати ерекцію, особливо якщо ґвалтівник старший або авторитетний.

### Менша травматизація
Існує помилкова думка, яка полягає в тому, що чоловіки менш травмовані досвідом насильства, ніж жінки; це охоплює переконання, що чоловіки зазнають меншого негативного впливу. Дослідження показують, що довгострокові наслідки є згубними для обох статей, а чоловіки можуть особливо постраждати від соціальної стигматизації та недовіри до своєї віктимізації. Еоган і Річардсон відзначають, що жертви-чоловіки, як правило, відчувають сильніший гнів, ніж жертви-жінки, в той час, як обидві статі відчувають однакові почуття страждання після зґвалтування. Патрісія Фрейзер (1993) досліджувала 74 чоловіки та 1380 жінок, які стали жертвами зґвалтувань. Вона виявила, що депресія та ворожість є глибшим у чоловіків-жертв одразу після зґвалтування, ніж у жінок-жертв.
Консультант з реабілітації після травми Стефані Бейрд каже, що чоловіки, які відчувають сексуальну увагу в дитинстві, часто пояснюють це собі так: «Я жеребець, мене трахнув …». Бейрд пояснює, що вони роблять це для того, щоб відчути, що вони мають якусь владу і можуть говорити. Карпентер (2009, цитуючи Mezey, 1987) дійшла висновку, що «чоловіча стратегія подолання, яка характеризується запереченням і контролем, робить їх більш схильними до подальших психічних проблем і зменшує ймовірність звернення за допомогою».

### Сексуальна орієнтація
Генрі Лік, голова організації Survivors, заявив, що зґвалтування чоловіків, як і жінок, більше пов'язане з владою, ніж із сексуальністю, і відбувається не лише в гомосексуальній спільноті. Сексуальна орієнтація є складним питанням, і більшість злочинців чоловічої статі, які шукають хлопців, не є гомосексуалами.
Чоловіки-жертви сексуального насильства часто бояться, що їх сприйматимуть як геїв або слабких, або вважають, що на них напали через те, що їхній зовнішній вигляд є фемінним або гомосексуальним, щоб привабити інших чоловіків. Експерти не вважають, що ранній сексуальний досвід відіграє значну роль у подальшій сексуальній орієнтації. Дослідження від Джейн Ґілґан, Джудіт Бекер та Джона Хантера стверджує, що хоча багато кривдників, можливо, самі зазнали сексуального насильства, більшість жертв сексуального насильства не стануть інфантильними кривдниками. Однак слід зазначити, що геї та бісексуальні чоловіки можуть стати жертвами зґвалтування: «13,2 % бісексуальних чоловіків і 11,6 % геїв повідомляють про зґвалтування в зрілому віці».

## Під час збройного конфлікту
Повідомляється, що зґвалтування чоловіків під час війни є поширеним у деяких частинах світу, наприклад у Демократичній Республіці Конго, де відбувалася громадянська війна.
По всій Африці чоловіки, яких зґвалтували, часто стикаються з соціальною стигматизацією та висміюванням за те, що вони «слабкі» та нездатні запобігти зґвалтуванням. Їх також можуть звинуватити в гомосексуальності (що є незаконним у багатьох країнах континенту). Наприклад, коли деякі чоловіки-біженці з Конго шукали лікування в Уганді, їх притягнули до відповідальності за гомосексуальність, як повідомляв The Economist у 2012 році.
На півночі Уганди в останні роки тривають напади повстанських груп на урядові сили. Під час цих конфліктів на цивільних чоловіків часто нападали, викрадали, ґвалтували та змушували воювати на стороні повстанських груп. Жертви зґвалтування часто зазнають серйозної фізичної, емоційної та психологічної травми внаслідок пережитого.

## Наслідки

### Фізичні ефекти
Сексуальне насильство призводить до серйозних емоційних і часто фізичних травм. Серед жертв сексуального насильства старше 18 років 31,5 % жінок і 16,1 % чоловіків сказали, що вони отримали нестатеві ушкодження в результаті нападу.
Жертви-чоловіки отримували більше побічних ушкоджень і ймовірніше, що зловмисник їм погрожував зброєю. Серед симптомів і травм, які найчастіше відзначаються — головний біль, виразки, нудота, коліт, садна на горлі, синці під очима і переломи кісток. У дослідженні Стермака та його колег (2004) зазначено, що 45 % жертв чоловічої статі, які звернулися до лікарні для жертв сексуального насильства, мали ті чи інші фізичні ушкодження (25 % пошкодження м'яких тканин, 20 % рвані рани).
Дані відділень невідкладної допомоги в лікарнях показують, що жертви зґвалтування чоловіки частіше отримують травми, не пов'язані зі статевими органами, ніж жінки, і що вони частіше нехтують зверненням за медичною допомогою, якщо ушкодження не значні. Ходж і Кантер (1998) повідомляють, що гомосексуальні чоловіки мають більше шансів отримати серйозні травми, ніж гетеросексуальні чоловіки. Іноді в результаті зґвалтування жертви заражаються хворобою, що передається статевим шляхом, але це нечасто і стосується лише невеликої частини жертв-чоловіків.

### Психологічні ефекти
Жертвам зґвалтування, як чоловікам, так і жінкам, може бути важко повідомити про сексуальне насильство проти них. Існує міф, що чоловік, який став жертвою сексуального насильства, сам стає злочинцем. Цей міф дуже шкодить жертвам, як їхнім психічним станам, так і тому, як до них ставляться. Елізабет Донован, психотерапевт, зазначила, що чоловіки несуть додатковий тягар, стикаючись із суспільством, яке не вірить, що з ними взагалі може статися зґвалтування. Соціальна стигматизація чоловіків-жертв також завдає шкоди, і її описують як «вторинну віктимізацію». Це було пов'язано з недостатнім повідомленням про зґвалтування та травми після зґвалтування; чоловіки-жертви також сприйнятливі до посттравматичного стресового розладу. Деякі дослідження показали, що деякі жертви вирішили не повідомляти про напади на себе, оскільки вони боялися, що їх заклеймлять як «прихованого гомосексуала», бісексуала або нерозбірливих у статевих зв'язках.
Що стосується звинувачення жертв зґвалтування, дослідники в 1993 році провели експеримент і виявили, що статистично значуща частка чоловіків схильна звинувачувати жертву, якщо нею був чоловік.

#### Віддалені ефекти
Порівняно з чоловіками, які не зазнавали сексуального насильства, чоловіки, які зазнали сексуального насильства до 18 років, мають більший ризик мати проблеми з психічним здоров'ям, включаючи симптоми посттравматичного стресового розладу та депресії; алкоголізм і наркоманія; суїцидальні думки та спроби самогубства; проблеми в інтимних стосунках; і неуспішність у школі та на роботі.
Через гендерні очікування, бути дитиною чоловічої статі, що стала жертвою сексуального насильства, може призвести до таких наслідків:
- Тиск, щоб довести свою «мужність» фізично та сексуально (стати сильнішим і брати участь у небезпечній чи насильницькій поведінці; наявність кількох сексуальних партнерок).
- Плутанина щодо гендерної та сексуальної ідентичності.
- Відчуття себе неадекватною людиною.
- Відчуття втрати влади, контролю та впевненості у своїй мужності.
- Проблеми з близькістю та інтимністю.
- Сексуальні проблеми.[note 5]
- Страх стати гомосексуалом або геєм.
- Гомофобія.

#### Можливість самогубства
Рівень самогубств серед чоловіків, які зазнали сексуального насильства, у 14-15 разів вищий, ніж серед інших чоловіків. У своєму дослідженні Макдональд і Тіджеріно виявили, що деякі учасники стверджують, що були випадки, коли вони почувалися настільки погано, що вдавалися до самоушкодження, включаючи спроби самогубства, та/або мали суїцидальні думки. Існує також дослідження, яке показує, що жертви зґвалтування в 4,1 раза частіше замислюються про самогубство і в 13 разів частіше намагаються покінчити життя самогубством, ніж жертви інших злочинів.
Чоловіки мають набагато вищий рівень самогубств, ніж жінки. Одне з поширених пояснень спирається на соціальні конструкції панівної маскулінності та фемінності. В огляді літератури про гендер і самогубства рівень самогубств серед чоловіків було пояснено з точки зору традиційних гендерних ролей. Чоловічі гендерні ролі, як правило, підкреслюють більший рівень сили, незалежності та ризикованої поведінки. Посилення цієї гендерної ролі часто заважає чоловікам звертатися за допомогою в разі суїцидальних настроїв і депресії.

### Цілюща терапія
Жертви сексуального насильства потребують значного емоційного та психологічного зцілення після зґвалтування, але чоловіки, які пережили насилля, навряд чи будуть говорити про свої випадки. Елізабет Донован, психотерапевт, зазначила: «Чоловіки мають додатковий тягар, стикаючись із суспільством, яке не вірить, що з ними може статися зґвалтування… взагалі».

## Поширеність

### Сполучені Штати
У 1995 році Американська медична асоціація описала зґвалтування проти чоловіків як «мовчазну насильницьку епідемію». У звітах CDC за 2010 рік зазначено, що майже 1 з 5 жінок, 1 з 71 чоловіка в США були зґвалтовані або переживали спробу зґвалтування, тоді як 4,8 % чоловіків (1 з 21) повідомили, що їх змусили проникнути в когось іншого в певний період свого життя. Крім того, CDC виявив, що 1,270 мільйона жінок і 1,267 мільйона чоловіків були зґвалтовані або змушені проникнути в іншу людину за 12 місяців, що передували звіту. Інциденти сексуального насильства в США дуже занижені, особливо серед жертв чоловічої статі, що дає підстави припустити, що фактична кількість, ймовірно, більша.
Стефані Бейрд, консультант з реабілітації після травм, цитувала «комплекс бажання вчителя чи няні», який є популярним мотивом у сучасній американській культурі. Культура ускладнює підлітку чоловічої статі навіть усвідомити, що він піддається насильству. Вона пояснила, що згода означає «бути повнолітнім, розумним і здоровим, щоб прийняти помірковане рішення про те, чи хочеш ти вступати в сексуальну близькість з іншою людиною», тоді як діти не можуть дати згоду.
За оцінками різних досліджень, щонайменше 1 з 6 чоловіків у Сполучених Штатах протягом свого життя зазнавали сексуального насильства або зловживання.

### Об'єднане Королівство
У 2014 році державна статистика Великої Британії підрахувала, що щороку близько 78 000 людей у Великобританії стають жертвами зґвалтування або спроби зґвалтування, і близько 9 000 з них — чоловіки. Дослідження показують, що сумнозвісно низький рівень повідомлень особливо вірний серед чоловіків-жертв. У 2011—2012 роках поліції було повідомлено про близько 1250 випадків зґвалтування жертвою. У лютому 2014 року міністерство юстиції виділило 500 000 фунтів стерлінгів на консультування та підтримку чоловіків, які зазнали сексуального насильства.

### Китай
Офіційна статистика не збирається, проте багатонаціональне дослідження ООН «Чоловіки та насильство в Азії та Тихоокеанському регіоні» у 2013 році показало, що 3 % опитаних китайських чоловіків визнали, що їх зґвалтував інший чоловік протягом свого життя (що свідчить про те, що частка зґвалтувань чоловіків у відсотках усіх зґвалтувань було 14,4 %).

### Тайвань
У 2012 році на Тайвані було нараховано 12 066 жертв сексуального насильства, з яких 1335 були чоловіками. Міністерство внутрішніх справ показало, що 7608 неповнолітніх стали жертвами зґвалтування або сексуального насильства, з них 1063 хлопчики. Щоб запобігти зростанню кількості цих злочинів, Міністерство освіти Тайваню випустило короткий фільм про сексуальну освіту. Користувачі Інтернету і студенти Тайваню сприймають це як предмет жартів. Однак генеральний секретар Національної академії педагогічних досліджень Куо Кунг-Пін заявив, що відео досягло своєї мети — привернути увагу молоді та нагадати їм, що чоловіки також можуть бути жертвами зґвалтування.

### Індія
Про зґвалтування чоловіків в Індії зазвичай не повідомляють. З цієї причини деякі активісти та дослідницькі організації, у тому числі Джай Віпра з Центру громадянського суспільства Нью-Делі, стверджують, що формулювання законів про зґвалтування має бути гендерно нейтральним. Проти цієї точки зору виступають деякі правозахисники та активісти за права жінок. Адвокат із прав людини Флавія Агнес із міста Мумбай сказала в інтерв'ю газеті India Times: «Я виступаю проти пропозиції [sic] зробити закони про зґвалтування гендерно нейтральними. Ми виступали проти цього, коли уряд зробив закони про зґвалтування дітей гендерно нейтральними… Якщо закони про зґвалтування будуть гендерно нейтральними, вони не матимуть стримувального значення, і це ускладнить роботу суддів у суді». У тій же статті цитується міжнародна правозахисниця та активістка Врінда Гровер: «Немає жодного випадку, коли жінки ґвалтували чоловіків. Я не думаю, що чоловіки стикаються з серйозним сексуальним насильством як [sic] жінки. Зверніть увагу на жорстокість та інтенсивність сексуального насильства над жінками».

### Індонезія
Новини про зґвалтування чоловіків в Індонезії викликають подив або жарти. Індонезійська комісія із захисту дітей (Komisi Perlindungan Anak Indonesia — KPAI) реєструє, що близько 400 індонезійських дітей щорічно стають жертвами сексуального насильства як з боку їхніх сімей, так і інших дорослих. За словами генерального секретаря KPAI Ерлінди, «більшість дітей, які стають жертвами сексуального насильства, є чоловіками, тому що хлопчики вразливі до того, щоб стати жертвами сексуальних злочинців, оскільки їх легко переконати злочинці, які є педофілами».
Емаяртіні (2013) стала першою індонезійкою, яку засудили до в'язниці через те, що вона зґвалтувала шістьох підлітків. Вона ледь не втікла від закону після того, як її визнали психічно хворою. На відміну від чоловіків-ґвалтівників, на неї поширювався Закон № 23 від 2002 року про захист дітей, а не закони проти зґвалтувань.

## Національні закони

### Сполучені Штати
Уніфікований звіт про злочини ФБР у 2012 році перевизначив зґвалтування так: «Проникнення, не зважаючи на те, наскільки легке, будь-якою частиною тіла чи предметом у піхву, чи задній прохід або оральне проникнення статевого органу іншої особи без згоди жертви.» Попереднє визначення не змінювалося з 1927 року і привернуло увагу груп з підвищення обізнаності про сексуальне насильство, оскільки воно відштовхувало жертв, які не підпадали під визначення – «плотське пізнання жінки, насильно і проти її волі». Колишнє визначення «насильницького зґвалтування» зосереджувалося на вагінальному проникненні, але нове визначення включає насильницьке анальне або оральне проникнення. Старе визначення, «плотське пізнання жінки, насильно і проти її волі», не включало примусове оральне або анальне проникнення, зґвалтування жінок іншими предметами або зґвалтування чоловіка.
Це нове визначення заохочує чоловіків-жертв зґвалтування шукати необхідної допомоги, а також включає сексуальні насильства, які раніше не підпадали під визначення зґвалтування. Основою для зміни цього визначення є статистика, надана державними установами, такими як Міністерство юстиції США та CDC. Дослідження, проведене CDC, показало, що 1 із 71 чоловіка був зґвалтований або став жертвою спроби зґвалтування. Це дослідження включало оральне та анальне проникнення у своє визначення, але не включало чоловіків у в'язниці або чоловіків, змушених до проникнення. Гендерно-нейтральні закони боролися з уявленням про те, що зґвалтування рідко трапляється з чоловіками, а інші закони взагалі виключили термін зґвалтування.

### Об'єднане Королівство
Раніше англійське законодавство не вважало зґвалтування чоловіків кримінальним злочином, і воно реєструвалося як статевий акт без згоди. Засуджений ґвалтівник (жінки) може бути ув'язнений довічно, заявив Генрі Лік, голова організації Survivors, в той час, як за зґвалтування чоловіка передбачено лише 10 років ув'язнення. Однак це вже не так; Закон про кримінальне правосуддя та громадський порядок 1994 ст. 142, був першим, хто очолив цей процес і визнав зґвалтування жертви-чоловіка; а Закон про сексуальні злочини 2003 р. стверджує, що проникнення «в рот, анальний отвір або вагіну пенісом [обвинуваченого]» є достатнім для зґвалтування відповідно до ст. 1(1)(а). R проти Ісмаїла [2005] Усі ER 216 також запобігли розрізненню «рота, ануса або вагіни» при винесенні вироку. Згідно із Законом про сексуальні злочини (Шотландія) 2009 року та Постановою про сексуальні злочини (Північна Ірландія) 2008 року, чоловіки можуть бути як злочинцями, так і жертвами. Проте в усіх частинах Сполученого Королівства жінка не може бути звинувачена в «зґвалтуванні» (натомість її мають звинуватити в інших правопорушеннях, таких як сексуальне насильство, напад шляхом проникнення або спричинення сексуальних дій без згоди, з яких останні два несуть за собою таке саме максимальне покарання).

### Китай
До 2015 року стаття 236 переглянутого Кримінального закону Китаю визначає, що злочин у вигляді зґвалтування може бути скоєний лише проти жінок. Він захищає право жінок на сексуальну автономію, чоловіки такого не мають. У 2011 році вперше в історії було засуджено пекінського охоронця за сексуальне насильство до чоловіка, але його було визнано винним у навмисному тілесному ушкодженні, а не в зґвалтуванні, засудженому до одного року в'язниці та виплати 20 000 юанів (еквівалент $3026) як компенсацію. Засуджений ґвалтівник повинен відбувати щонайменше три роки у в'язниці.
Рекомендації Китаю щодо захисту дітей посилюють покарання за сексуальні злочини проти неповнолітніх дівчат, але не пропонують рівного захисту неповнолітнім хлопчикам. Зараз розбещення обох статей трактується однаково, але ґвалтівники хлопчиків можуть бути звинувачені лише в розбещенні дітей із максимальним покаранням у вигляді 5 років позбавлення волі. У вересні 2013 року 27 НУО закликали прийняти закон, який надає рівний захист хлопцям віком до 18 років у випадках сексуальних злочинів.
До 1 листопада 2015 року сексуальні злочини проти чоловіків віком від 14 років не могли переслідуватися, якщо вони також не включали фізичний напад, у цьому випадку карався лише фізичний компонент. Однак перегляд статті 237, яка передбачає кримінальну відповідальність за «насильницьку непристойність», зробив цей розділ закону гендерно нейтральним. Злочини, які є зґвалтуванням чоловіків, можуть розглядатися за цією статтею, зловмисникам загрожує до п'яти років позбавлення волі.

### Індія
Розділ 377 Кримінального кодексу Індії є єдиною статтею, яка криміналізує всі акти плотських зносин без згоди, включаючи зґвалтування чоловіком чоловіка.
Протиприродні злочини: Той, хто добровільно вступає в статеві зносини всупереч природному порядку з чоловіком, жінкою або твариною, карається довічним ув'язненням або ув'язненням будь-якого виду на строк до десяти років, а також підлягає штрафу. Пояснення: Проникнення є достатнім для вчинення статевого акту, необхідного для злочину, описаного в цій статті.
Ця стаття передбачає покарання як за згодою, так і за примусовою содомією[прояснити: ком.] від 10 років мінімум до довічного позбавлення волі. Верховний суд Делі заявив, що стаття 377 Кримінального кодексу Індії та надалі регулюватиме статеві зносини з неповнолітніми без їхньої згоди, а також статеві зносини з неповнолітніми без вагінальної згоди. Стаття може бути застосована для покарання содомітів, педофілів та зоофілів.
Визначення зґвалтування в розділі 375 Кримінального кодексу Індії не включає зґвалтування, жертвами якого є чоловіки. Уряд Індії (2012) вирішив змінити визначення «зґвалтування» як насильницького проникнення, щоб включити жертв чоловіків, але зазнав критики на тій підставі, що це ще більше зашкодить інтересам жертв зґвалтування жінок.
У Постанові про кримінальне право (поправка) від 2013 року злочини, пов'язані зі зґвалтуванням і сексуальними домаганнями, були гендерно нейтральними. Термін «зґвалтування» було вилучено та замінено на «сексуальне насильство». Але феміністські групи викликали серйозні заперечення, які змусили індійський уряд відновити термін «зґвалтування» та стверджувати, що ґвалтівниками жінок можуть бути лише чоловіки.

### Індонезія
Згідно з Kitab Undang-undang Hukum Pidana (Кримінальний кодекс Індонезії), чоловіки не можуть бути жертвами зґвалтування. У параграфі 285 зґвалтування визначається як сексуальне насильство над жінкою, яке має покарання у вигляді позбавлення волі на максимальний строк до 12 років, тоді як у параграфі 289 жертва «вульгарних дій» не визначається як чоловік чи жінка, а покарання є максимум 9 років позбавлення волі. У коментарі Р. Соесіло до параграфа 285 зазначено, що законотворцям не потрібно визначати покарання для жінки-зловмисниці, яка примушувала чоловіків до статевого акту з нею. Це не тому, що така дія неможлива, а дія вважається такою, щоб не завдати шкоди або призвести до чогось поганого для чоловіків-жертв, наприклад до вагітності у жінок.

### Філіппіни
До поправки 1997 року до переглянутого Кримінального Кодексу 1930 року чоловіки, які стали жертвами зґвалтування, не визнавалися філіппінським законодавством. Стаття 266-A закону визначає зґвалтування як «акт сексуального насильства» будь-якою особою шляхом «введення свого пеніса в рот чи анальний отвір іншої особи» або вставлення «будь-якого інструменту чи предмета в статевий або анальний отвір іншої особи». Поправка 1997 року дозволила юридичне визнання зґвалтування чоловіків, як іншими чоловіками, так і жінками.
Однак, покарання за зґвалтування хлопців відрізняються від покарання за зґвалтування дівчат. Зґвалтування хлопців розглядається законом як зґвалтування шляхом сексуального насильства, яке передбачає меншу міру покарання у вигляді позбавлення волі на строк від 6 до 12 років, тоді як зґвалтування дівчат карається довічним ув'язненням.

### Сінгапур
Чоловіки, які стали жертвами зґвалтування, не визнаються законодавством Сінгапуру. Явище чоловіка як жертви зґвалтування не визнається відповідним правопорушенням згідно з пунктом S375(1) Кримінального кодексу, який визначає зґвалтування як акт проникнення чоловіка в піхву жінки своїм пенісом без її згоди. Проникнення в інші отвори тіла є не зґвалтуванням, а незаконним сексуальним проникненням (S376(1), Кримінальний кодекс). За обидва злочини передбачено однакове покарання: позбавлення волі на строк до 20 років та штраф або каннінг. (S375(2) і S376(4), Кримінальний кодекс).